# Tôi và chúng ta
Tôi và chúng ta là vở kịch của nhà thơ, nhà viết kịch Lưu Quang Vũ, được sáng tác vào năm 1984 và nhiều lần được dàn dựng lại trên sân khấu.

## Nội dung chính
Tôi và chúng ta gồm tất cả 9 cảnh, đặt bối cảnh vào những năm 80 của thế kỷ 20, khi đất nước còn gặp rất nhiều khó khăn do cơ chế bao cấp còn tồn tại. Nội dung chính của vở kịch phản ánh cuộc đấu tranh gay gắt để thay đổi phương thức tổ chức, lề lối hoạt động sản xuất ở xí nghiệp Thắng Lợi, giữa hai lực lượng: bảo thủ và đổi mới.
Phe bảo thủ, mà đại diện là các nhân vật Nguyễn Chính (phó giám đốc), Trương (quản đốc phân xưởng) cùng sự hỗ trợ của Trần Khắc (đại diện Ban thanh tra của Bộ) với tư tưởng hết sức bảo thủ, khư khư giữ lấy các nguyên tắc, quy chế đã thành cứng đờ, lạc hậu, kiên quyết không chấp nhận đổi mới.
Phe đổi mới, mà đại diện là Hoàng Việt (giám đốc xí nghiệp), Thanh (kíp trưởng phân xưởng 1), Lê Sơn (kỹ sư) cùng đại đa số anh chị em công nhân với tinh thần dám nghĩ dám làm, phá bỏ các quy định giáo điều, lạc hậu, khao khát đổi mới để đem lại quyền lợi, hạnh phúc cho mọi người.
Thể hiện sự xung đột giữa hai phía này, Lưu Quang Vũ đã khẳng định: trong cuộc đấu tranh giữa cái mới và cái cũ, giữa đổi mới và bảo thủ, cái mới có thể tạm thời thất bại nhưng cuối cùng, cái mới nhất định thắng.

## Tư tưởng và ảnh hưởng
Tôi và chúng ta khẳng định rằng không thể có thứ chủ nghĩa tập thể chung chung, không thể giữ mãi các nguyên tắc, phương pháp của thời cũ trước sự chuyển biến sinh động của cuộc sống. Cái "chúng ta" được hình thành từ nhiều cái "tôi" cụ thể, vì vậy cần quan tâm, chăm sóc quyền lợi, hạnh phúc của từng cá nhân con người. Đây là một quá trình đấu tranh gay gắt, cần có những con người có trí tuệ, có bản lĩnh, dám nghĩ dám làm.
Tôi và chúng ta ra đời trong những năm đất nước gặp nhiều khó khăn, khủng hoảng, nên đã góp phần cổ vũ phong trào Đổi Mới toàn diện đời sống kinh tế, xã hội Việt Nam lúc bấy giờ.